# Municipio de White Ash
El municipio de White Ash (en inglés: White Ash Township) es un municipio ubicado en el condado de Renville en el estado estadounidense de Dakota del Norte. En el año 2010 tenía una población de 34 habitantes y una densidad poblacional de 0,37 personas por km².

## Geografía
El municipio de White Ash se encuentra ubicado en las coordenadas 48°30′11″N 101°46′39″O / 48.50306, -101.77750. Según la Oficina del Censo de los Estados Unidos, el municipio tiene una superficie total de 92.72 km², de la cual 92,72 km² corresponden a tierra firme y (0 %) 0 km² es agua.

## Demografía
Según el censo de 2010, había 34 personas residiendo en el municipio de White Ash. La densidad de población era de 0,37 hab./km². De los 34 habitantes, el municipio de White Ash estaba compuesto por el 100 % blancos. Del total de la población el 0 % eran hispanos o latinos de cualquier raza.